# To była randka
To była randka (fr. C’était un rendez-vous) – francuski film krótkometrażowy z 1976 roku w reżyserii Claude’a Leloucha. Zdjęcia kręcono w Paryżu.

## Produkcja
W 1976 roku, gdy Claude Lelouch skończył zdjęcia do filmu Druga szansa, zostało mu ok. 300 metrów taśmy filmowej (prawie 10 minut filmu). Postanowił wtedy nakręcić film krótkometrażowy o kochanku spieszącym się na drugi koniec Paryża, na spotkanie z dziewczyną.
W filmie Lelouch jechał swoim własnym Mercedesem 450 SEL 6.9. Podejrzewano, że samochód prowadził któryś z ówczesnych kierowców Formuły 1, lecz Lelouch przyznał w jednym z wywiadów, że to on był za kierownicą. Na paryskich bulwarach osiągnął prędkość 200 km/h. Po nakręceniu został podłożony dźwięk silnika z Ferrari 275 GTB. Kamera była zamontowana na przednim zderzaku, a ujęcie jest kręcone bez przycinania.

## Premiera
Po nieoficjalnej premierze film poruszył opinię publiczną. Sam Lelouch podobno trafił do więzienia za tak ryzykowną jazdę w ruchu miejskim.